# Pirkkala
Pirkkala est une municipalité du sud-ouest de la Finlande, dans la région du Pirkanmaa et la province de Finlande occidentale.

## Géographie
La commune est aujourd'hui réduite à une infime fraction de ce qu'elle était dans le passé. Elle n'est plus guère qu'une bande de terre longue de 15 km sur 5 à 7 de large en bordure sud du Pyhäjärvi.
L'urbanisation est dense à l'échelle finlandaise mais pas du tout continue, la forêt reste omniprésente. Un réseau routier dense dessert la municipalité, notamment le périphérique de Tampere (nationale 3 - route E12). Le centre administratif est à juste 12 km du centre-ville de Tampere, cœur de la deuxième agglomération du pays.
On trouve notamment à Pirkkala l'aéroport de Tampere-Pirkkala, le troisième du pays par le trafic. Il accueille la plupart des liaisons à bas prix au départ de Finlande (avec Ryanair) et est en même temps une des bases de l'armée de l'air finlandaise.
Outre Tampere au nord-est, les municipalités limitrophes sont Lempäälä au sud, Vesilahti au sud-ouest (de l'autre côté du lac) et Nokia au nord-ouest.

## Histoire
Même si les premières preuves écrites ne datent que du début du XIVe siècle, la paroisse aurait été fondée dans la première moitié du XIIIe siècle. Elle est alors gigantesque et très peu peuplée, s'étendant sur la moitié de l'actuel Pirkanmaa.
Tampere est fondée à proximité dès la fin du XVIIIe siècle, marquant le début d'une immense mutation industrielle de la région. Après la séparation avec Ylöjärvi, la dernière étape de la scission de Pirkkala en de nombreuses municipalités autonomes est atteinte en 1922, avec la création de la commune de Nokia à partir de la subdivision de Pirkkala-nord.
Aujourd'hui Pirkkala est une commune prospère. Elle compte beaucoup moins d'industries que ses voisines Nokia et Tampere et regroupe de grands quartiers résidentiels, centres commerciaux et plusieurs entreprises de haute technologie autour de l'aéroport.

## Démographie
Depuis 1980, l'évolution démographique d'Huittinen est la suivante, :
| Année      | 1980   | 1985   | 1990   | 1995   | 2000   | 2005   |
| ---------- | ------ | ------ | ------ | ------ | ------ | ------ |
| population | 9 634  | 10 723 | 11 409 | 11 723 | 12 736 | 14 875 |
| Année      | 2010   | 2015   | 2020   |        |        |        |
| population | 17 237 | 18 913 | 19 673 |        |        |        |

## Jumelages
| Ville | Ville              | Pays | Pays     |
| ----- | ------------------ | ---- | -------- |
|       | Commune de Valjala |      | Estonie  |
|       | Gladsaxe           |      | Danemark |
|       | Nordre Follo       |      | Norvège  |
|       | Solna              |      | Suède    |

## Personnalités
- Tuija Brax, députée
- Riikka Purra, députée
- Pehr Adrian Gadd, naturaliste,
- Joonas Lehtivuori, joueur de hockey
- Sanna Marin, Premier ministre
- Reijo Mikkolainen, joueur de hockey
- Mika Mäki, pilote de course
- Lauri Pyykönen, skieur
- Tapio Rautavaara, athlète, chanteur et acteur
- Jouko Turkka, directeur de théâtre